# عنکبوت منزوی
عنکبوت منزوی (انگلیسی: Recluse spider) سرده‌ای از عنکبوت‌ها هستند که اولین بار توسط لو در سال ۱۸۳۲ توصیف شد. عنکبوت‌های منزوی سمی هستند و نیش آنها گاهی اوقات مجموعه‌ای از علائم مشخص به نام لوکسوسسلیسم ایجاد می‌کند. از ژوئیه ۲۰۱۹ این سرده شامل ۱۳۹ گونه است که در آمریکای مرکزی، دریای کارائیب، اقیانوسیه، آسیا، آفریقا، آمریکای شمالی، اروپا و آمریکای جنوبی یافت می‌شود.